# Yinindougou
Yinindougou est une commune rurale du Mali de l'arrondissement de Manankoro, dans le cercle de Garalo et la région de Bougouni, elle a pour chef-lieu la localité de Mafélé.

## Villages
La commune s'étend sur 11 localités relevées lors du recensement général de 2009. 
Les villages les plus peuplés sont :
- Mafélé (1 479 habitants)
- Narembougou (1 318 habitants)
- Lémouroutoumou (1 223 habitants)